# Estádio Netanya
32° 17′ 39,6″ N, 34° 51′ 52,47″ L
O Estádio Netanya ( em hebraico:  אצטדיון נתניה   ), comumente conhecido como The Diamond Stadium, é um estádio multiuso em Netanya, Israel . É usado como residência permanente do Maccabi Netanya e também como residência temporária do Hapoel Hadera .

## História

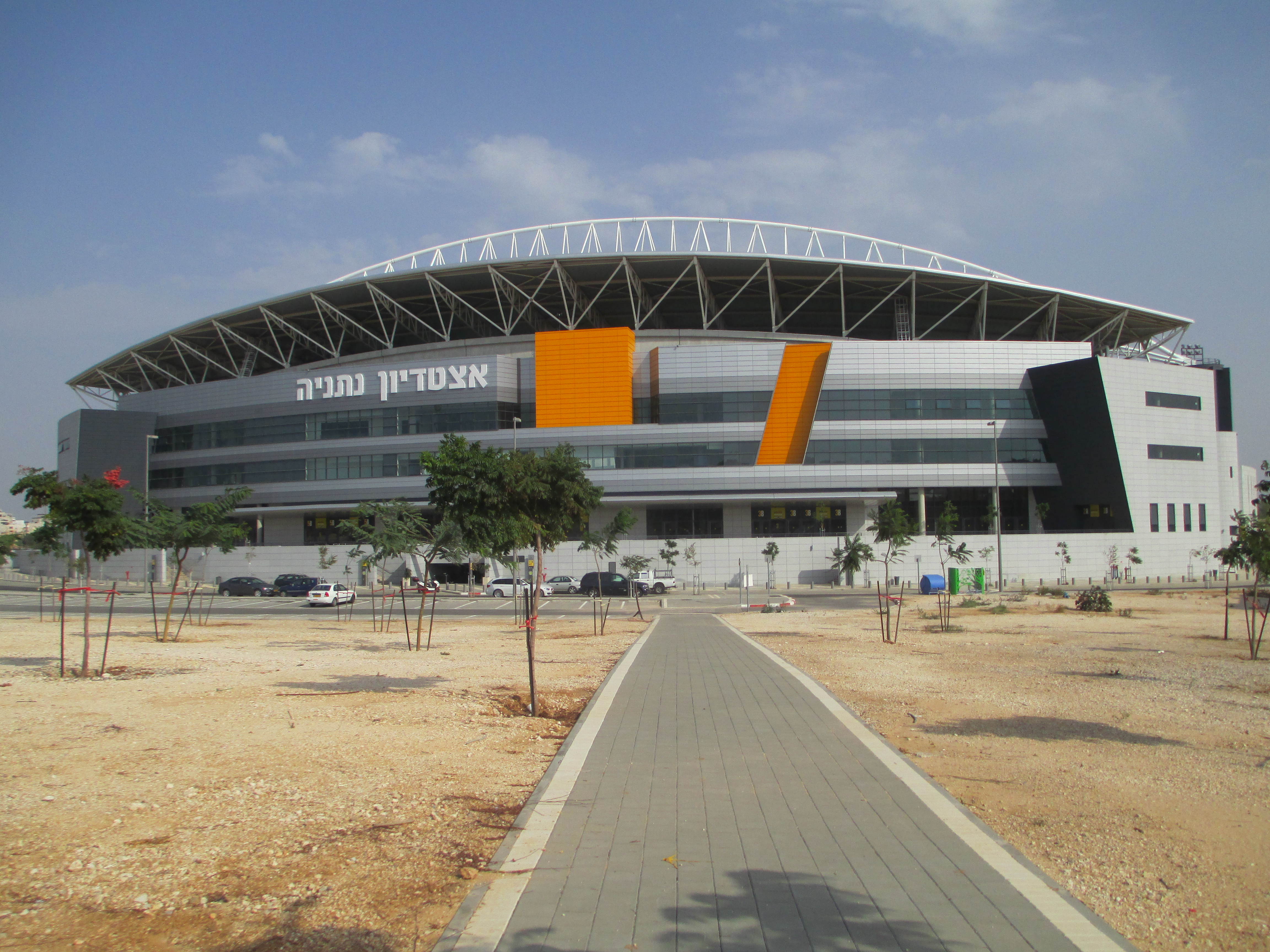
Estádio de Netanya

O estádio de jogos quase exclusivamente amistosos da Seleção Israelense de Futebol
O primeiro jogo foi disputado em 4 de novembro de 2012, diante de uma multidão com ingressos esgotados, enquanto o Maccabi Netanya derrotava o Hapoel Tel Aviv por 2–1. Achmad Saba'a, de Netanya, foi o primeiro jogador a marcar um gol no novo estádio. O estádio sediou as finais da Copa do Estado de Israel de 2012–13 para 8.621 pessoas. Uma semana depois, as finais da Youth State Cup foram realizadas no estádio para 4.600 pessoas.
Foi uma das quatro sedes do Campeonato da Europa de Futebol de Sub-21 de 2013, com três jogos da primeira fase e uma semifinal. Foi também um dos quatro estádios que acolheram o Campeonato da Europa de Futebol Feminino Sub-19 de 2015 e a final do torneio.
O estádio foi palco de dois dias abertos e o jogo do campeonato do Campeonato Mundial de Lacrosse 2018 .
O primeiro amistoso da seleção israelense de futebol foi disputado em 6 de fevereiro de 2013. Israel sediou a seleção nacional de futebol da Finlândia e venceu a partida por 2–1.

## Planejamento
O financiamento do estádio veio com a venda do terreno onde ficava o antigo Estádio Sar-Tov, antes de ser demolido para uso em um projeto habitacional.
Em 30 de setembro de 2003, o Ministro de Assuntos Internos, Avraham Poraz, aprovou o plano para construir o estádio em uma área chamada Birkat Hanoun . O plano era para um estádio de 24.000 lugares, consistindo em quatro arquibancadas separadas. As duas primeiras arquibancadas em construção serão as arquibancadas principais leste e oeste. Ele abrigará 36 camarotes, uma seção VIP e as áreas de imprensa. Seguir-se-á a construção das restantes arquibancadas, juntamente com os campos de treino.
Distribuído por 16,3 hectares, todo o complexo será interligado por trem e terá estacionamento para cerca de 1.000 carros. Os arquitetos do estádio são GAB (Goldschmidt Arditty Ben Nayin) Architects, uma das principais firmas de arquitetura esportiva de Israel com sede em Jerusalém. A construção está sendo gerenciada pela Netanya Development Company, que cuidou do planejamento do projeto por três anos antes da construção.

## Atendimento médio

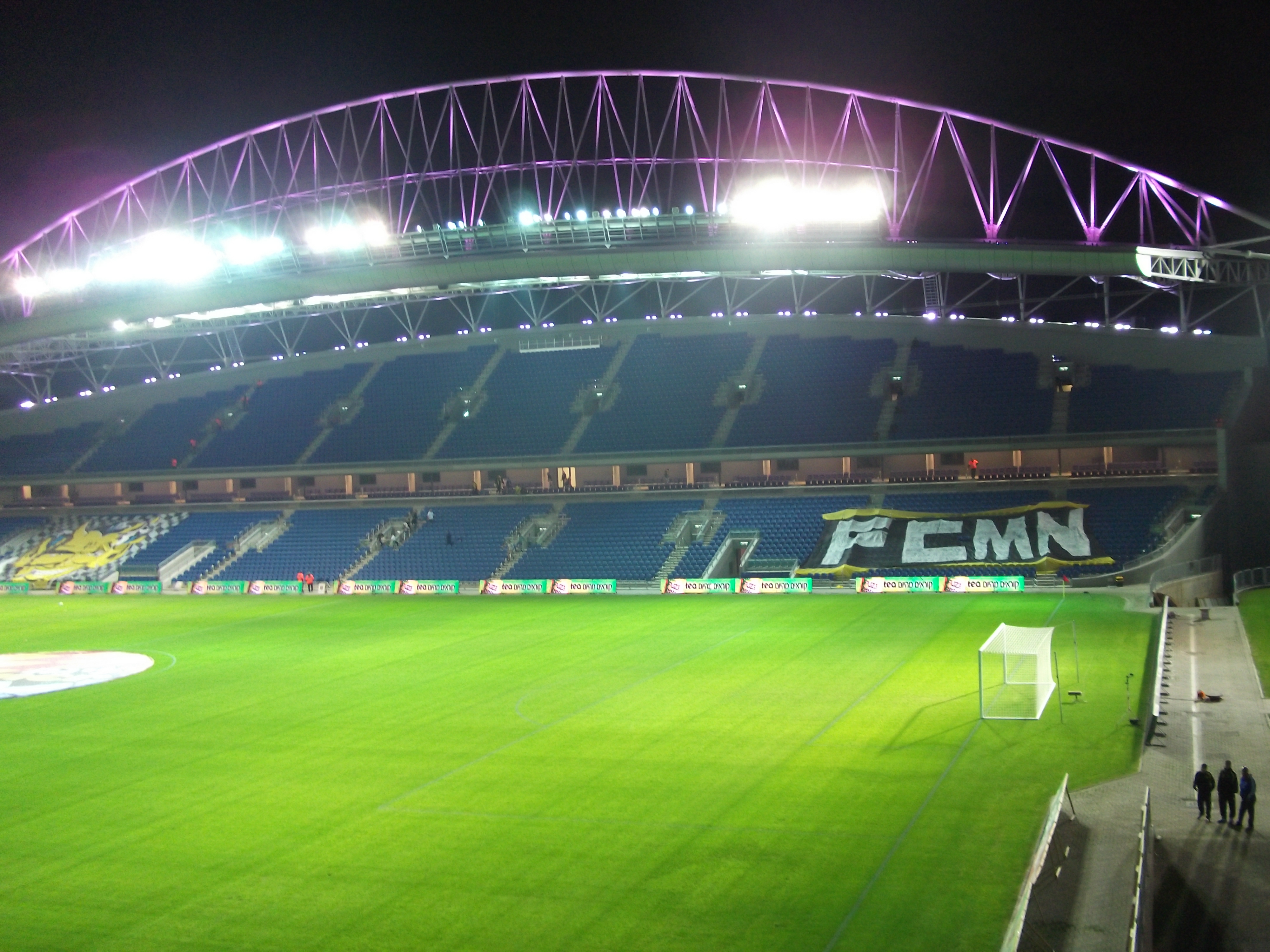
Vista da arquibancada leste

| Equipe          | Média Comparecimento | Temporada |
| --------------- | -------------------- | --------- |
| Maccabi Netanya | 5.046                | 2012–13   |
| Maccabi Netanya | 3.742                | 2013–14   |
| Maccabi Netanya | 5.978                | 2014-15   |
| Maccabi Netanya | 4.705                | 2015–16   |
| Maccabi Netanya | 2.890                | 2016–17   |
| Maccabi Netanya | 7.390                | 2017–18   |
| Maccabi Netanya | 5.836                | 2018–19   |
| Maccabi Netanya | 5.614                | 2019-20   |